# Emeric Balassa
Emeric Balassa (în maghiară Balassa Imre) a fost voievod al Transilvaniei între anii 1538-1540.